# خیار اعسار
خیار اعسار اصطلاحی در فقه و حقوق است که به موجب آن حقی برای فروشنده ثابت می‌شود.

## تعریف
اگر مشتری، مُعسِر (کسی که به دلیل نداشتن مالی به جز مستثنیات دین، قادر به پرداخت بدهی‌های خود نیست) گردد و کالای خریداری شده نزد او موجود باشد، فروشنده حق استرداد آن را دارد و اگر فروشنده هنوز کالای خریداری شده را به مشتری تحویل نداده باشد، می‌تواند از تحویل آن امتناع ورزد. محمدجعفر جعفری لنگرودی معتقد است که خیار اعسار ناشی از جایگزینی قانون اعسار سال ۱۳۱۳ نسبت به افلاس و ماده ۳۸۰ قانون مدنی است.